# Костюков, Николай Владимирович
Николай Владимирович Костюков (1923—1975) — взрывник СМУ-159 Главтоннельметростроя, Герой Социалистического Труда (1971).

## Биография
Родился 23 июля 1923 г. в Воронежской области, вырос в с. Додоново Советского района Красноярского края, куда переехала их семья. 
Окончил 7 классов. С 1939 года работал в колхозе.
В 1941—1947 гг. служил в армии, участник войны (Северо-Западный, Брянский и три Белорусских фронты). Награжден орденом Красной Звезды (08.12.1944), медалями, в том числе «За отвагу» (19.10.1943), «За боевые заслуги» (13.08.1943), «За взятие Кенигсберга», «За взятие Берлина». Был контужен.
После демобилизации работал в колхозе кузнецом, с 1949 по 1950 год — председателем сельсовета деревни Додоново.
В 1950—1951 гг. взрывник Горного управления на строительстве горно-химического комбината.
С июля 1951 года работал в СМУ-159 Главтоннельметростроя хозяйства 102 (Красноярск-26): бригадир взрывников, старший инженер буровзрывных работ, начальник смены, взрывник.
Освоил новые методы производства взрывных работ, обеспечившие повышение производительности труда, снижение себестоимости, досрочную сдачу в эксплуатацию ряда важных объектов.
За эти достижения награждён орденом Трудового Красного Знамени (07.03.1962), а 7 мая 1971 г. удостоен звания Героя Социалистического Труда.
Умер 26 декабря 1975 года после тяжелой непродолжительной болезни.